# Stranger Things: Darkness on the Edge of Town
Stranger Things: Darkness on the Edge of Town é o segundo livro baseado na série de televisão estadunidense Stranger Things, escrito por Adam Christopher e publicado pela Penguin Random House em maio de 2019.

## Enredo
A história explora o passado do personagem Jim Hopper como investigador criminal na cidade de Nova Iorque na década de 1970, depois de retornar da Guerra do Vietnã e deixar sua cidade natal, Hawkins, em Indiana, para viver com a esposa e a filha. Investigando casos de homicídios, tragédias e assassinos em série, Hopper e sua parceira de trabalho, Rosario Delgado, se veem dispostos a desvendarem uma série de assassinatos que ganharam a atenção da mídia local.